# Rodenbücher István
Rodenbücher István (Szekszárd, 1984. február 22. –) magyar labdarúgó.

## Pályafutása
2009-ben tagja volt az Összefogás Napja alkalmából megrendezett teremtornán győztes MTK csapatának.

### Ferencvárosi TC
2010. június 2-án 3 éves szerződést írt alá a Ferencváros csapatához.

### Lombard Pápa
2011. augusztus 26-án 3 évre írt alá a Lombard Pápa Termál FC csapatához.

## Statisztika

### Mérkőzései a válogatottban
| Magyarország | Magyarország       | Magyarország                   | Magyarország | Magyarország | Magyarország | Magyarország | Magyarország | Magyarország |
| #            | Dátum              | Helyszín                       | Hazai        | Eredmény     | Vendég       | Kiírás       | Gólok        | Esemény      |
| ------------ | ------------------ | ------------------------------ | ------------ | ------------ | ------------ | ------------ | ------------ | ------------ |
| 1.           | 2006. november 15. | Székesfehérvár, Sóstói Stadion | Magyarország | 1 – 0        | Kanada       | barátságos   | -            | 87'          |
| 2.           | 2007. február 7.   | Limassol (CYP)                 | Lettország   | 0 – 2        | Magyarország | barátságos   | -            | 92'          |
|              | Összesen           |                                |              | 2            | mérkőzés     |              | 0            | gól          |

## Sikerei, díjai
MTK Budapest
- Magyar bajnok: 2007–2008